# Ilduino (vescovo di Asti)
Ilduino o Ildoino (... – 880) è stato un vescovo italiano fu vescovo di Asti dall'876 fino alla sua morte.

## Biografia
Poco si sa di questo vescovo.
Un diploma dell'876 lo vede presenziare all'elezione di Carlo il Calvo a re d'Italia e nell'877 partecipò al sinodo di Pavia. Nel 1880 fu citato in una divisione di proprietà con un certo Aldeno, atto redatto dal notaio Buderico.